# Yan Liang

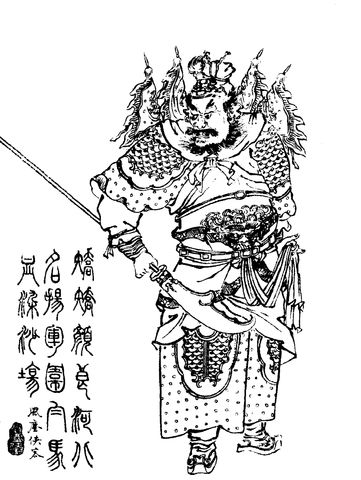
Retrato da dinastia Qing de Yan Liang

Yan Liang (morto em 200) foi um general chinês e um dos líderes do exército de Yuan Shao. A história de sua vida é contada na obra Romance dos Três Reinos. Foi morto por Guan Yu na Batalha de Boma.

## Campanha contra Dong Zhuo
No ano de 190, Yuan Shao líderou uma aliança de senhores feudais para a capital Luo Yang com o objetivo de depor o então primeiro ministro Dong Zhuo. No entanto, nesta campanha, Yan Liang não estava presente. Sua ausência é lembrada por Yuan Shao quando durante a Batalha do Portão Si Shu, Hua Xiong um general inimigo lidera um ataque ao acampamento aliado, matando dois generais. Então, Yuan Shao teria dito, "Que pena que meus dois generais Yan Liang e Wen Chou não estão aqui! então nós teríamos alguém que não temeria em enfrentar Hua Xiong!" 

## Plano para tomar Ji Zhou
Após a aliança para derrubar Dong Zhuo foi desfeita (191 DC), Yuan Shao começou a planejar a tomada de Ji Zhou, porém em seu caminho estava Han Fu. Foi então que Yuan Shao enviou uma mensagem ao govenador de Bei Ping Gongsun Zan propondo um ataque conjunto, porém, em seguida, enviou uma mensagem a Han Fu alertando que Gongsun Zan planejava ataca-lo, foi então, que Han Fu entregou Ji Zhou para Yuan Shao protege-la do "ataque de Gongsun Zan". 
Mas nem todos os generais de Han Fu aceitaram a rendição, então dois deles planejaram assassinar Yuan Shao, no entanto, Yan Liang o acompanhava e conseguiu impedir o plano.

## A guerra contraGongsun Zan
Ao saber que Yuan Shao havia tomado Ji Zhou, Gongsun Zan enviou seu irmão Gongsun Yue para reivindicar a parte dele na tomada da cidade, porém, Yuan Shao matou Yue, fazendo assim, Gongsun Zan declarar guerra. 
Yuan Shao se preparou para a batalha nomeando Yan Liang e Wen Chou como líderes da vanguarda, Qu Yi comandante do exército do centro enquanto que ele pessoalmente comandaria a retaguarda. Os dois exércitos se encontraram no Rio Pan com Yuan Shao tendo a vantagem nas batalhas iniciais. Então, [[Yan Guang] um general inimigo marchou contra Yan Liang, mas graças aos seus arqueiros, Yan Liang conseguiu isolar o inimigo, permitindo assim a Qu Yi eliminá-lo. Com o moral dos soldados em alta, Yuan Shao ordenou um ataque em massa fazendo o inimigo recuar, porém, Yuan Shao perseguiu o inimigo longe demais e acabou cercado. Ao se dar conta, Yan Liang liderou os reforços e conseguiu salva-lo e forçou o inimigo a recuar ainda mais, este por sua vez só parou de recuar quando Liu Bei e seu exército entrou na batalha para ajudá-lo. Então, ambos os exércitos recuaram aos seus acampamentos e reforçaram suas defesas, sem nenhum deles atacar durante um mês. Durante este período, chegou aos exércitos de ambos os lados uma Ordem Imperial para que ambos recuassem aos seus territórios, cessando temporariamente as hostilidades na região.

### Yuan Shao capturaHe Bei
Mesmo após a Ordem Imperial, Yuan Shao continuou com sua ambição de tomar os territórios de Gongsun Zan (ao norte) para desta forma poder se concentrar em invadir o sul (e confrontar Cao Cao) e desta forma tomar o controle da Corte Imperial. Então em 198 DC, Yuan Shao lidera uma longa campanha contra Gongsun Zan com Yan Liang entre os generais da vanguarda. Após um longo cerco a  Torre de Yijing, Gongsun Zan finalmente foi derrotado e cometeu suicídio junto com sua família. Yuan Shao agora tinha o controle da região norte e um exército de 1 milhão de soldados.

## Guerra contraCao Cao

### O início das hostilidades
Agora finalmente Yuan Shao poderia ter sua atenção voltada para Cao Cao sem precisar se preocupar com a retaguarda. Quando Liu Bei sugeriu um ataque combinado contra Cao Cao, Yuan Shao finalmente pode fazer seu primeiro movimento em direção ao sul, marchando com um exército de 300 000 homens para Liyang. Yan Liang estava entre os comandantes do ataque.
No entanto, ambos os lados ficaram na defensiva por um mês, sem nenhum deles tomar a iniciativa. Eventualmente, os líderes retornaram aos seus territórios deixando apenas poucos soldados.

### Batalha deBai Mae morte
No ano de 200 DC, Yuan Shao decidiu mobilizar novamente seu exército contra Cao Cao e nomeou Yan Liang líder de um exército de 100 000 veteranos para atacar Bai Ma. Pouco depois, do exército principal de Cao Cao chegar para a batalha, Yan Liang percebeu o general inimigo Song Xian avançando em sua direção e então, avançou também. Após um rápido duelo com o general inimigo, Song Xian é morto.
Outro general avança desafiando Yan Liang, desta vez é Wei Xu, que também é facilmente derrotado. Então Xu Huang avança e uma feroz batalha se inicia e novamente, Yan Liang saí vitorioso forçando o general inimigo a recuar. Com o moral das tropas baixo, Cao Cao recua e manda um mensageiro para Xu Chang chamando o general Guan Yu para reforça-lo.
Pouco tempo depois, Yan Liang é morto em seu acampamento devido a um ataque surpresa de Guan Yu causando um choque entre os oficiais e em seu líder Yuan Shao, que viria a sofrer uma terrível derrota pouco tempo depois na batalha de Guan Du.        